# ЗІС-8
ЗІС-8 — радянський автобус, що випускався на базі ЗІС-5 (точніше його подовженого по базі з 3,81 до 4,42 м шасі ЗІС-11) у 1934-1936 роках. Кількість місць — 22 (загальна кількість місць — 29).
Шестициліндровий рядний карбюраторний мотор об'ємом 5,55 л потужністю 73 к.с. дозволяв ЗІС-8 повною масою 6,1 т розганятися до 60 км/год. На ЗіСі було вироблено 547 одиниць ЗІС-8, але з другої половини 1936 виробництво цієї моделі (незважаючи на великі потреби швидкозростаючих міст СРСР) було зупинено у зв'язку з реконструкцією заводу і переходом на досконалішу модель ЗІС-16.
Виробництво автобуса за кресленнями ЗІСа продовжив цілий ряд авторемонтних підприємств країни, наприклад, у Москві до 1940 року його випускав завод «Аремкуз». Ряд авторемонтних підприємств ще до війни виробляв на базі ЗІС-8 дрібні партії відкритих екскурсійних автобусів. У московському автобусному парку ЗІС-8 (за рахунок післявоєнних капремонтів) протримався до початку 50-х років. Виробництво досконалішого автобуса ЗІС-16, який відрізнявся відповідно до тодішньої автомобільної модою обтічної формою кузова, але як і раніше виконаному на дерев'яному каркасі, було розгорнуто з 1938 року і тривало до серпня 1941 року.